# Coelichneumon lineiscutis
Coelichneumon lineiscutis är en stekelart som beskrevs av Heinrich 1966. Coelichneumon lineiscutis ingår i släktet Coelichneumon och familjen brokparasitsteklar. Inga underarter finns listade i Catalogue of Life.